# Anton Wolkenstein-Trostburg
Antonín hrabě Wolkenstein-Trostburg (německy Anton Karl Simon Graf von Wolkenstein-Trostburg; 2. srpna 1832 Prunéřov – 5. prosince 1913 Castel Ivano, Rakousko-Uhersko, dnes Itálie) byl rakousko-uherský diplomat ze staré šlechtické rodiny. Po krátké službě v armádě přešel na ministerstvo zahraničí a zastával různé diplomatické posty v řadě evropských metropolí, nakonec byl rakousko-uherským velvyslancem v Rusku (1882–1894) a Francii (1894–1903). V závěru kariéry byl jmenován členem panské sněmovny a získal Řád zlatého rouna.

## Životopis

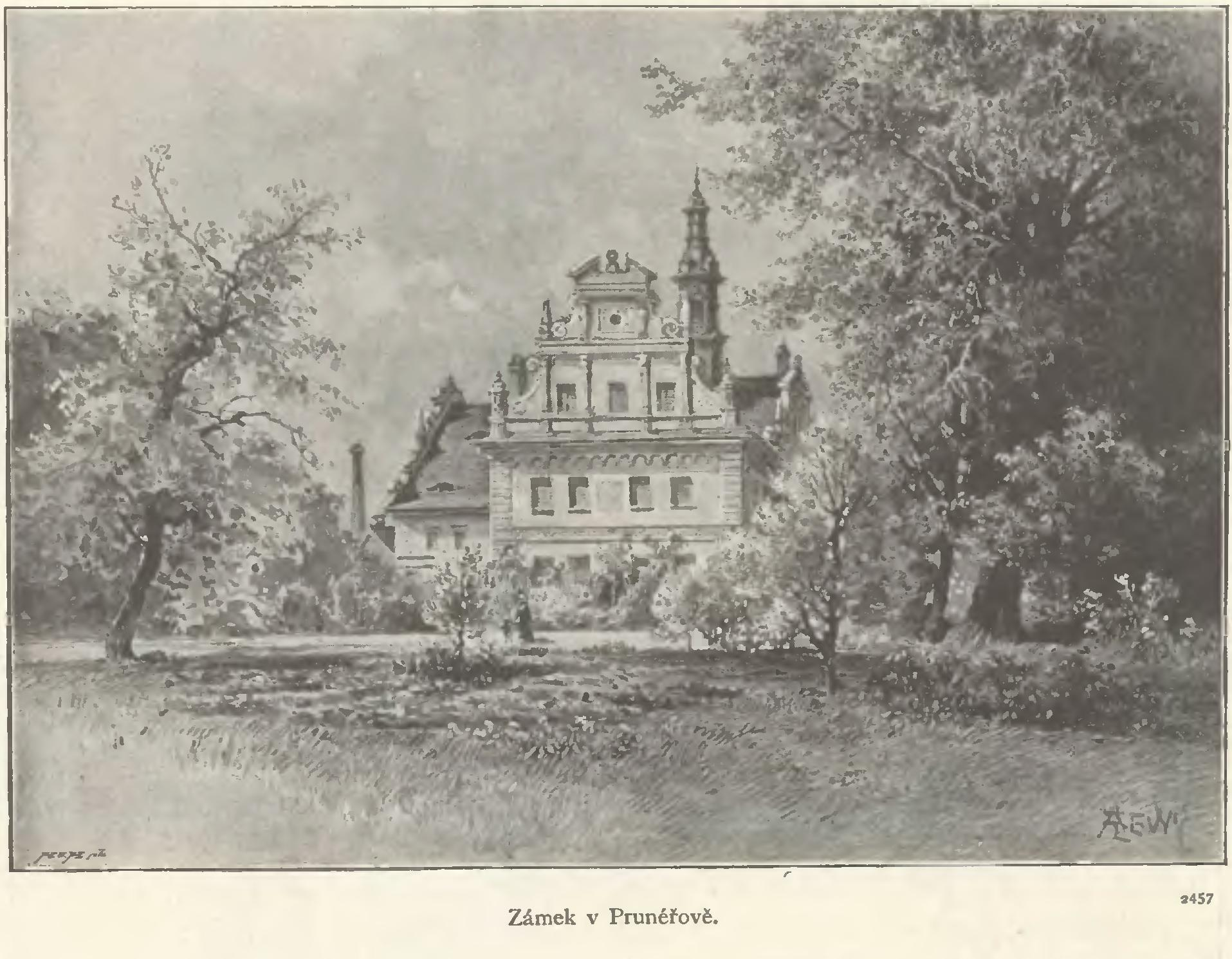
Zámek Prunéřov, rodiště Antona Wolkenstein-Trostburga

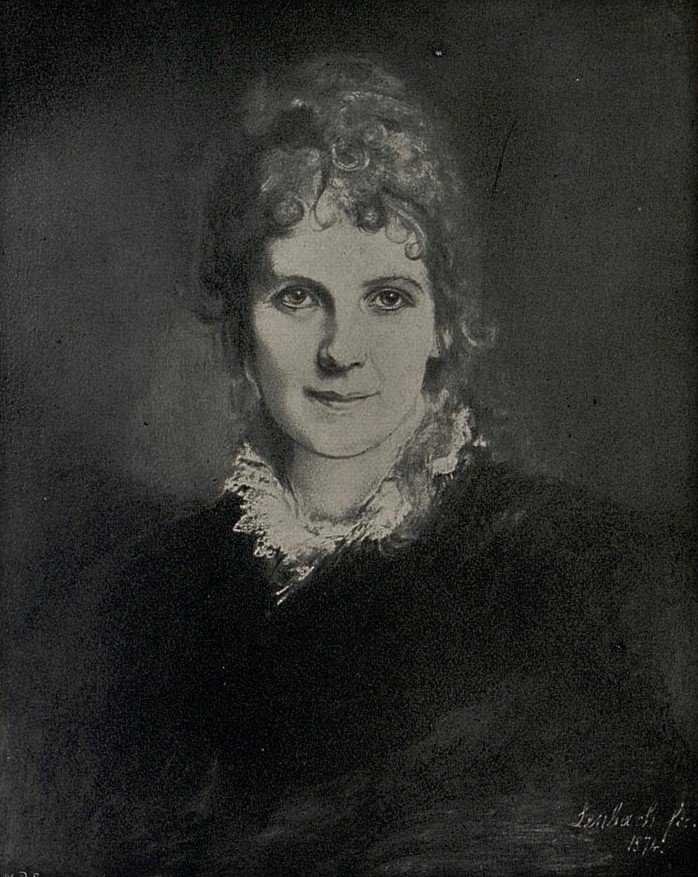
Manželka Marie hraběnka von Schleinitz (portrét z roku 1874)

Pocházel ze starobylého šlechtického rodu z Tyrolska, byl druhorozeným synem hraběte Karla Bedřicha Wolkensteina (1802–1875), prezidenta zemského soudu v Brně. Antonín se narodil v severních Čechách na dnes již neexistujícím zámku Prunéřov, který tehdy Wolkensteinové vlastnili jako dědictví po vymřelém rodu Martiniců. Studoval gymnázium v Innsbrucku, poté na právnické fakultě Univerzity Karlovy v Praze. V roce 1851 vstoupil do armády, kterou opustil v roce 1863 v hodnosti rytmistra, v té době již souběžně působil jako legační sekretář v Římě. Mezitím již ale přešel do služeb ministerstva zahraničí a po složení diplomatických zkoušek zastával nižší posty v různých evropských metropolích (Mnichov, Berlín, Řím, Stuttgart, Paříž). Delší dobu působil v Londýně (1870–1876), kde byl nakonec velvyslaneckým radou. Zúčastnil se zde mezinárodní konference o otázkách Černého moře (1871). V letech 1876–1880 byl velvyslaneckým radou v Berlíně, odkud přešel na post vyslance v Saském království (1880–1881), souběžně vykonával funkci sekčního šéfa na ministerstvu ve Vídni a v roce 1881 získal titul tajného rady. V letech 1882–1894 byl rakousko-uherským velvyslancem v Petrohradě. Ruské podnebí mu ale nesvědčilo a na vlastní žádost byl přeložen na uvolněný post velvyslance v Paříži (1894–1903). V roce 1903 odešel do výslužby. Zemřel na rodovém sídle Castel Ivano v dnešní severní Itálii.

## Tituly a ocenění
Jako sekční šéf na ministerstvu zahraničí obdržel v roce 1881 titul c. k. tajného rady s nárokem na oslovení Excelence. V roce 1892 byl jmenován c. k. komořím a v roce 1895 se stal doživotním členem rakouské Panské sněmovny. Získal několik vyznamenání v Rakousku-Uhersku, v roce 1889 byl dekorován prestižním Řádem zlatého rouna. Během své diplomatické služby obdržel řadu ocenění také v zahraničí.

### Rakousko-Uhersko
- velkokříž Řádu sv. Štěpána (1903)
- Řád zlatého rouna (1889)
- velkokříž Leopoldova řádu (1884)
- Řád železné koruny II. třídy (1876)
- Řád železné koruny III. třídy (1867)

### Zahraničí
- velkodůstojník Řádu čestné legie (Francie)
- rytířský kříž Řádu svatého Ondřeje (Rusko)
- rytířský kříž Řádu svatého Alexandra Něvského (Rusko)
- velkokříž Řádu Isabely Katolické (Španělsko)
- rytíř Řádu Albrechtova (Sasko)
- Vévodský sasko-ernestinský domácí řád (Sasko)
- rytířský kříž Řádu württemberské koruny (Württembersko)
- Řád knížete Danila I. (Černá Hora)
- Konstantinův řád svatého Jiří (Itálie)
- Řád červené orlice II. třídy (Německo)
- velkokříž Řádu svatého Řehoře Velikého (Papežský stát)

## Rodina
V roce 1879 se v Berlíně seznámil s hraběnkou Marií von Schleinitz (1842–1912), manželkou pruského státního ministra Alexandra Schleinitze. Po jeho smrti (1885) se o rok později Marie provdala za Wolkensteina a pobývala s ním na diplomatických misích v Rusku a Francii. Ve druhé polovině 19. století patřila k významným osobnostem společenského života v Berlíně, mimo jiné byla patronkou Richarda Wagnera a obdržela titul c. k. palácové dámy.
Antonínovi bratři Leopold (1831–1893) a Vilém (1836–1915) díky pozemkovému majetku v Čechách působili v české politice a zasedali jako poslanci v českém zemském sněmu. Další bratr Jindřich (1841–1897) sloužil v armádě a později působil u císařského dvora ve funkci nejvyššího kuchmistra.